# 로스 페로

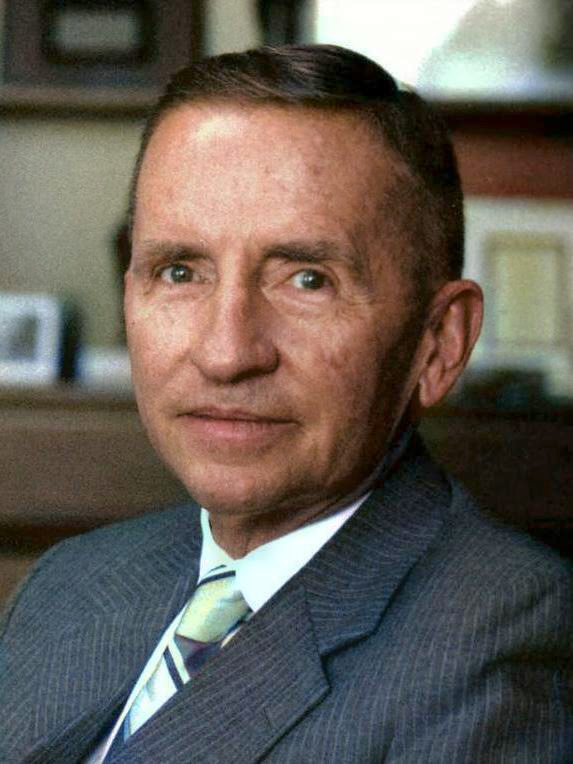
로스 페로(1986년)

로스 페로(영어: Henry Ross Perot, 1930년 6월 27일 ~ 2019년 7월 9일)는 미국의 기업인, 정치인이다.

## 생애
1930년 6월 27일 텍사스주 텍사캐나에서 태어났다. 1992년 미국 대통령 선거에서 무소속으로 출마하여 18.9%를 득표, 미국 공화당의 조지 허버트 워커 부시의 표를 잠식하여 빌 클린턴의 당선에 기여했다. 1996년 대선에서는 개혁당으로 출마해 8.4%를 득표했다.
1962년 일렉트로닉 데이터 시스템스(EDS)를 설립해, 1984년 제너럴 모터스에 매각했다. 1988년에 설립한 페로 시스템스는 2009년 델에 39억 달러에 팔아넘겼다. 포브스에 따르면 미국 내에서 101번째로 부유한 인물이다.
1969년 백악관의 요청으로 라오스를 방문한 이후 베트남 민주 공화국의 고위 관료들과 접견해 베트남 전쟁의 미군 포로 및 실종자 문제에 깊이 관여하게 되었으며, 1979년 이란 혁명 당시 자사의 직원 2명이 피랍되자 미국 육군 특전부대의 전 대령이었던 아서 D. 시몬스를 고용해 인질 구출에 성공하였다.
2019년 7월 9일, 텍사스주 댈러스에서 백혈병으로 사망했으며, 사망 전 거액의 재산을 도널드 트럼프 재선 캠프에 기부하였다.

## 역대 선거 결과
| 선거명      | 직책명        | 대수 | 정당   | 득표율 | 득표수 (선거인단)  | 결과 | 당락 |
| ----------- | ------------- | ---- | ------ | ------ | ------------------ | ---- | ---- |
| 1992년 선거 | 미국의 대통령 | 42대 | 무소속 | 18.91% | 19,742,267표 (0명) | 3위  | 낙선 |
| 1996년 선거 | 미국의 대통령 | 42대 | 개혁당 | 8.40%  | 8,085,294표 (0명)  | 3위  | 낙선 |